# Laevicardium pristis
Laevicardium pristis is een tweekleppigensoort uit de familie van de Cardiidae. De wetenschappelijke naam van de soort is voor het eerst geldig gepubliceerd in 1827 door Bory de Saint-Vincent.